# Vanity Fare
Vanity Fare est un groupe de pop-rock anglais créé en 1966.

## Histoire
Les amis d'école Trevor Brice (né le 12 février 1945 à Rochester, Kent) (chant), Tony Goulden (né Anthony Goulden, le 21 novembre 1942, Rochester) (guitare), Dick Allix (né Richard Allix, né le 3 mai 1945, Gravesend, Kent) (batterie) et Tony Jarrett (né Anthony Jarrett, le 4 septembre 1943, à Rochester, Kent) (basse) forment le groupe dans le Kent en 1966, s'appelant à l'origine The Avengers. En tant que The Avengers, ils enregistrent un certain nombre de démos avec le producteur de disques Joe Meek, y compris Marianne, bien qu'aucune ne soit jamais sortie. Après cela, ils changent leur nom pour The Sages, et ont un single sur le label RCA Victor (47–8760) In The Beginning sur la face A et I'm Not Going To Cry sur la face B. Ils jouent dans des clubs locaux et sont repérés par l'entrepreneur Roger Easterby qui devient leur manager et producteur. Après avoir changé le nom du groupe pour Vanity Fare, en référence au roman La Foire aux vanités de William Makepeace Thackeray, ils signent chez Page One Records de Larry Page.
Vanity Fare réalise un succès au Royaume-Uni avec sa première sortie, une reprise de I Live for the Sun (enregistré à l'origine par The Sunrays en 1965) à l'été 1968.
Après deux autres singles, Summer Morning et Highway of Dreams, qui manquent d'être classés dans l'UK Singles Chart, ils sortent leur plus gros succès britannique, Early in the Morning. Écrit par Mike Leander et Eddie Seago, il atteint la 8e place en août 1969, la 12e aux États-Unis et la 10e au Canada début 1970. Il se vend à plus d'un million d'exemplaires et obtient un disque d'or
Pour leur prochaine sortie Hitchin 'a Ride, écrit par Peter Callander et Mitch Murray, ils ajoutent le claviériste Barry Landeman (né le 25 octobre 1947, à Woodbridge, Suffolk), anciennement de Kippington Lodge. Il se vend aussi à un million d'exemplaires.
Ce succès précède une tournée aux États-Unis, à la suite de laquelle Dick Allix et Tony Goulden quittent le groupe et sont remplacés par le guitariste et chanteur Eddie Wheeler et le batteur Mark Ellen.
Deux autres singles suivirent avant la fin de l'année 1970 : Come Tomorrow de Mike Leander et Eddie Seago et Carolina's Coming Home de Roger Cook et Roger Greenaway, qui ne sont pas classés. De plus, une sortie tardive aux États-Unis de Summer Morning n'atteint la 98e place que pendant deux semaines.
Au cours des deux années suivantes, d'autres singles paraissent, dont Better By Far de Tony Macaulay chez DJM Records en 1972, mais aucun d'entre eux n'entre dans les charts. Par la suite, ils décident de se concentrer sur des tournées en Europe, où ils jouent leurs succès. À partir du milieu des années 1970, et à cause des nombreux changements de membres du groupe (y compris le départ de Jarrett, remplacé par Bernie Hagley), le groupe n'enregistre que sporadiquement. Le groupe se présente pour représenter le Royaume-Uni au Concours Eurovision de la chanson 1986, terminant troisième, avec la chanson Dreamer avec Jimmy Cassidy au chant, Phil Kitto aux claviers aux côtés de membres de longue date Ellen, Wheeler et Bernie Hagley. En 2007, ils tournent aux côtés de P. J. Proby. En août 2015, le batteur Mark Ellen prend sa retraite de Vanity Fare après avoir joué avec le groupe pendant 43 ans et est remplacé par Howard Tibble.